# Trombidiidae
I Trombidiidae Leach, 1815 sono una famiglia di aracnidi parassiti dell'ordine Acarina.
Comprende due sottofamiglie e una trentina di generi (tra i più rappresentati: Trombidium, Dinothrombium e Allothrombium) per un totale di alcune centinaia di specie, molte delle quali visibili a occhio nudo.
Questi acari non costituiscono un pericolo sanitario per gli esseri umani o in generale per i vertebrati, in quanto le loro larve parassitano gli insetti.
Questo gruppo di acari include specie che predano insetti di vari ordini (Ortotteri, Lepidotteri, Emitteri, Ditteri).
Una specie molto comune, anche in Europa, è Trombidium holosericeum - volgarmente chiamato "ragnetto rosso" per il colore del corpo - che in primavera popola muri e balconi e si alimenta degli escrementi degli uccelli.